# Notopygus carpathicus
Notopygus carpathicus är en stekelart som beskrevs av Dmitriy R. Kasparyan 2002. Notopygus carpathicus ingår i släktet Notopygus och familjen brokparasitsteklar. Inga underarter finns listade i Catalogue of Life.